# الفالفا (اکلاهما)
الفالفا، اکلاهما (به انگلیسی: Alfalfa, Oklahoma) یک منطقهٔ مسکونی در ایالات متحده آمریکا است که در شهرستان کدو، اکلاهما واقع شده‌است.

## خصوصیات
الفالفا ۴۴۴٫۱ متر بالاتر از سطح دریا واقع شده‌است.